# Campagna Lupia
Campagna Lupia est une commune de la ville métropolitaine de Venise, dans la région Vénétie, en Italie.

## Administration
| Période                                  | Période  | Identité      | Étiquette | Qualité               |
| ---------------------------------------- | -------- | ------------- | --------- | --------------------- |
| 2007                                     | En cours | Fabio Livieri | aucun     | employé administratif |
| Les données manquantes sont à compléter. |          |               |           |                       |

### Hameaux
Lova, Lugo e Lughetto.

### Communes limitrophes
Campolongo Maggiore, Camponogara, Chioggia, Codevigo, Dolo, Mira, Piove di Sacco, Venise.

## Personnalités liées
- Gionata Mingozzi (1983-2008), footballeur italien, y est mort dans un accident de voiture.